# 코텔니키역
코텔니키역(러시아어: Котельники)은 모스크바 지하철 타간스코 크라스노프레스넨스카야 선의 역이다. 모스크바, 루베르츠, 코텔리카의 도시들에 위치한 비히노 지역으로 가는 출구가 존재한다.

## 역사
코텔니키 역은 2015년 9월 21일에 개장하였다.

## 구조
1면 2선의 섬식 플랫폼 구조이고, 지하 역사이다.